# کیمیاگر تمام‌فلزی (فیلم)
کیمیاگر تمام‌فلزی یک فیلم فانتزی تاریک علمی–تخیلی ژاپنی به کارگردانی فومیهیکو سوری است که بر پایه مجموعه مانگا ژاپنی به همین نام و اثر هیرومو آراکاوا ساخته شده‌است.  چهار جلد اولیه داستان اصلی را پوشش می‌دهد. از بازیگران آن می‌توان به ریوسوکه یامادا، هوندا سوباسا و فوجیئوکا تاتسوئُو اشاره کرد. کیمیاگر تمام‌ فلزی، توسط برادران وارنر در تاریخ ۱ دسامبر ۲۰۱۷، در کشور ژاپن به نمایش در آمد.